# Vaca esférica

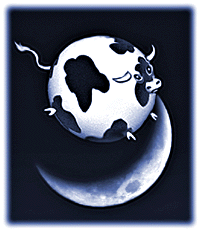
Desenho cômico de uma vaca esférica, conforme ilustrado em uma reunião de 1996 da Associação Americana de Astronomia, em referência à modelagem astronômica

A vaca esférica é uma metáfora bem-humorada para modelos científicos altamente simplificados de fenômenos complexos. Com origem na física teórica, a metáfora refere-se à tendência dos físicos de reduzir um problema à forma mais simples possível para tornar os cálculos mais viáveis, mesmo que a simplificação dificulte a aplicação do modelo à realidade.
A metáfora e suas variantes foram usadas posteriormente em outras disciplinas.

## História
A frase vem de uma piada que ironiza as suposições simplificadoras às vezes usadas na física teórica.
A produção de leite em uma fazenda de laticínios estava baixa, então o fazendeiro escreveu para a universidade local, pedindo ajuda do meio acadêmico. Foi reunida uma equipe multidisciplinar de professores, liderada por um físico teórico, e foram realizadas duas semanas de investigação intensiva no local. Os acadêmicos retornaram à universidade, com cadernos repletos de dados, onde a tarefa de redigir o relatório foi deixada para o líder da equipe. Pouco tempo depois, o físico voltou à fazenda e disse ao fazendeiro: "Tenho a solução, mas ela só funciona no caso de vacas esféricas no vácuo".
É contada em muitas variantes, incluindo uma piada sobre um físico que disse que poderia prever o vencedor de qualquer corrida, desde que envolvesse cavalos esféricos movendo-se no vácuo. Uma carta de 1973 ao editor na revista Science descreve a "famosa história" sobre um físico cuja solução para os problemas de produção de ovos de uma granja começou com "Postular uma galinha esférica".

## Referências na cultura

Um GIF de uma vaca esférica

Um desenho de uma vaca esférica em esquis, com o texto Approksimoidaan pyöreä lehmä (em finlandês, "Nós nos aproximamos de uma vaca esférica")